# La Tierra (canción de Ekhymosis)
«La Tierra» es una canción de rock y el sencillo debut de la banda colombiana de rock Ekhymosis de su tercer álbum de estudio, Ekhymosis (1997).

## Antecedentes y signficado
La canción es considerada por muchos como un himno al lugar donde nacieron y de lo orgullosos que están de sus tierras, con esta canción lograron notoriedad en las listas de México, Argentina y Chile, además de su natal Colombia.
La canción hace un llamado a amar y respetar no solo el lugar de origen, sino también a las personas que nos rodean, como la madre y los hermanos, y extiende este amor a la raza y la sangre, sugiriendo una visión de unidad y paz entre los seres humanos.

## Lista de canciones

### CD - Promo[8]
| La Tierra — Sencillo |             |          |  |
| N.º                  | Título      | Duración |  |
| 1.                   | «La Tierra» | 3:51     |  |

## Posiciones en las listas
| Listas (1992)                              | Posición |
| ------------------------------------------ | -------- |
| Estados Unidos Billboard Hot Latin Tracks  | 56       |
| Estados Unidos Billboard Latin Pop Airplay | 30       |

## Premios y nominaciones
| Año  | Publicación  | País     | Lista                                         | Puesto |
| ---- | ------------ | -------- | --------------------------------------------- | ------ |
| 2006 | Alborde      | EUA      | 500 canciones del Rock Iberoamericano         | 89°    |
| 2011 | Subterránica | Colombia | Las 100 Mejores Canciones del Rock Colombiano | 9°     |